# Szeretem a mostohámat
Szeretem a mostohámat (spanyolul: Elogio de la madrastra) Mario Vargas Llosa erotikus regénye. A spanyol eredeti 1988-ban jelent meg, magyarul pedig Csuday Csaba fordításában jelent meg az Európa Könyvkiadónál 1990-ben.

## Történet
|  | Alább a cselekmény részletei következnek! |

A történet főszereplői doña Lucrecia, a mostoha, don Rigoberto, az apa, és Fonchito, az apa előző házasságából származó fia. Lucrecia és Rigoberto gondtalan polgári házasságban élnek. Rigoberto, aki egy perui biztosítótársaság igazgatótanácsának a tagja, szigorú szabályok szerint választja el magánéletét a hétköznapi napi teendőitől. Esténként szeretkezés előtt rituális tisztálkodási szokásainak hódol, Lucreciával való kapcsolata pedig frivol és játékos.
Mindeközben Fonchito és a mostohája között is tökéletes kapcsolat látszik kialakulni. A kisfiú nem neheztel a mostohára, sőt inkább rajong érte. Ez az egyre szorosabb kapcsolat azonban vérfertőzéssel végződik.
A történettel párhuzamosan híres festmények jeleneteinek szereplőit megszemélyesítve is megjelennek a szereplők.
|  | Itt a vége a cselekmény részletezésének! |

1997-ben Vargas Llosa megírta a történet folytatását Don Rigoberto feljegyzései címmel.

## Megjelenések
- spanyol nyelven: Elogio de la madrastra, Tusquets

## Magyarul
- Szeretem a mostohámat; ford. Csuday Csaba; Európa, Bp., 1990 (Bibliotheca erotica) ISBN 963-07-5096-1

## Külső hivatkozások
- Legeza Ilona könyvismertetője
- Hernán Sánchez: Erotismo, cultura y poder en "El elogio de la Madrastra" de Mario Vargas Llosa. Anales de literatura hispanoamericana, numero 23, Editorial Complutense, Madrid, 1994